# Myzomela
Genre
Myzomela est un genre de passereaux méliphages de la famille des Meliphagidae. C'est le plus important genre de la famille par son nombre (31) d'espèces et le plus répandu géographiquement. On les trouve de l'Indonésie à l'Australie et dans les îles de l'Océan Pacifique, jusqu'en Micronésie et aux Samoa.

## Liste des espèces
D'après la classification de référence (version 2.2, 2009) du Congrès ornithologique international (ordre phylogénique) :
- Myzomela blasii – Myzomèle sobre
- Myzomela albigula – Myzomèle à menton blanc
- Myzomela cineracea – Myzomèle cendré
- Myzomela eques – Myzomèle à menton rouge
- Myzomela obscura – Myzomèle ombré
- Myzomela cruentata – Myzomèle vermillon
- Myzomela nigrita – Myzomèle noir
- Myzomela pulchella – Myzomèle de Nouvelle-Irlande
- Myzomela kuehni – Myzomèle de Wetar
- Myzomela erythrocephala – Myzomèle à tête rouge
- Myzomela dammermani – Myzomèle de Sumba
- Myzomela adolphinae – Myzomèle montagnard
- Myzomela boiei – Myzomèle de Banda
- Myzomela chloroptera – Myzomèle des Célèbes
- Myzomela wakoloensis – Myzomèle de Forbes
- Myzomela sanguinolenta – Myzomèle écarlate
- Myzomela caledonica – Myzomèle calédonien
- Myzomela cardinalis – Myzomèle cardinal
- Myzomela chermesina – Myzomèle de Rotuma
- Myzomela rubratra – Myzomèle de Micronésie
- Myzomela sclateri – Myzomèle de Sclater
- Myzomela pammelaena – Myzomèle ébène
- Myzomela lafargei – Myzomèle à nuque rouge
- Myzomela eichhorni – Myzomèle à ventre jaune
- Myzomela malaitae – Myzomèle de Malaita
- Myzomela melanocephala – Myzomèle à tête noire
- Myzomela tristrami – Myzomèle de Tristram
- Myzomela jugularis – Myzomèle des Fidji
- Myzomela erythromelas – Myzomèle à ventre noir
- Myzomela vulnerata – Myzomèle de Timor
- Myzomela rosenbergii – Myzomèle de Rosenberg

On signale en outre,, l'existence de Myzomela irianawidodoae – le Myzomèle de Rote sur une ile d'Indonésie.

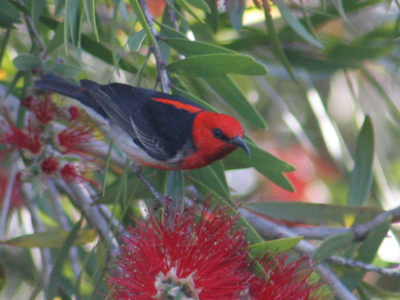
Myzomèle écarlate, mâle.